# Katuku Tshimanga
Derrick ("Katuku") Tshimanga (Kinshasa, 6 november 1988) is een Belgische voetballer met een Congolese achtergrond. Hij speelt sinds juli 2023 bij Beerschot VA. Hij is de oudere broer van Holly Tshimanga.

## Carrière

### Sporting Lokeren
In het seizoen 2008/09 maakte hij zijn debuut in de Eerste klasse bij Sporting Lokeren in de wedstrijd tegen KV Mechelen, hij viel na 82 minuten in voor Killian Overmeire. Hij kwam dat seizoen uiteindelijk nog aan 2 wedstrijden. In het seizoen 2009/2010 scoorde hij zijn eerste goal op profniveau in de wedstrijd tegen VC Westerlo. Hij speelde uiteindelijk tot begin 2012 bij Sporting Lokeren.

### KRC Genk
Op 9 januari maakte KRC Genk bekend dat het een akkoord had met Sporting Lokeren over de transfer van Tshimanga naar Limburg. De landskampioen betaalt zo'n 2,5 miljoen euro transfergeld. Eén dag later kondigt een lokale krant dat de deal ook met de speler zelf rond is en dat Tshimanga enkel nog medische testen dient af te leggen. In zijn eerste halve seizoen bij de club speelde hij uiteindelijk 20 wedstrijden. In het daaropvolgende seizoen speelde hij 28 wedstrijden voor de club. Zijn debuut voor de club maakte hij in de wedstrijd tegen SV Zulte Waregem. Op 9 mei 2013 pakte hij zijn eerste prijs met Genk. De Limburgers veroverden de beker na een 0-2 zege tegen Cercle Brugge. Tshimanga speelde de volledige finale. In juni 2016 liep zijn contract bij Genk af waarna hij de club transfervrij verliet.

### OH Leuven
Na één seizoen bij Willem II in Nederland te hebben gespeeld tekende Tshimanga voor aanvang van het seizoen 2017/18 een contract bij Oud-Heverlee Leuven vanaf 14 juli 2017.

## Clubstatistieken

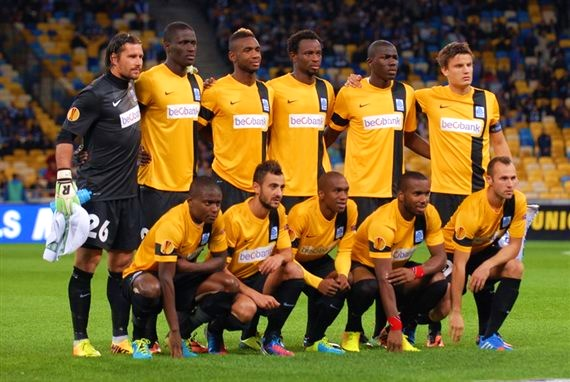
Tshimanga met KRC Genk (onderste rij, eerste vanaf links) voor aanvang van de wedstrijd tegen Dynamo Kiev.

| Seizoen     | Club             | Competitie         | Competitie | Competitie | Competitie | Beker | Beker | Beker | Internationaal | Internationaal | Internationaal | Totaal | Totaal | Totaal |
| Seizoen     | Club             | Competitie         | Wed.       | Dlp.       | Ass.       | Wed.  | Dlp.  | Ass.  | Wed.           | Dlp.           | Ass.           | Wed.   | Dlp.   | Ass.   |
| ----------- | ---------------- | ------------------ | ---------- | ---------- | ---------- | ----- | ----- | ----- | -------------- | -------------- | -------------- | ------ | ------ | ------ |
| 2008/09     | Sporting Lokeren | Jupiler Pro League | 1          | 0          | 0          | 0     | 0     | 0     | —              | —              | —              | 1      | 0      | 0      |
| 2009/10     | Sporting Lokeren | Jupiler Pro League | 10         | 1          | 0          | 1     | 0     | 0     | —              | —              | —              | 11     | 1      | 0      |
| 2010/11     | Sporting Lokeren | Jupiler Pro League | 28         | 3          | 2          | 2     | 0     | 0     | —              | —              | —              | 30     | 3      | 2      |
| 2011/12     | Sporting Lokeren | Jupiler Pro League | 13         | 2          | 1          | 2     | 0     | 0     | —              | —              | —              | 15     | 2      | 1      |
| Club Totaal | Club Totaal      | Club Totaal        | 52         | 6          | 3          | 5     | 0     | 0     | 0              | 0              | 0              | 57     | 6      | 3      |
| 2011/12     | KRC Genk         | Jupiler Pro League | 20         | 0          | 0          | 0     | 0     | 0     | —              | —              | —              | 20     | 0      | 0      |
| 2012/13     | KRC Genk         | Jupiler Pro League | 28         | 1          | 3          | 4     | 0     | 0     | 8              | 0              | 0              | 40     | 1      | 3      |
| 2013/14     | KRC Genk         | Jupiler Pro League | 33         | 1          | 2          | 4     | 0     | 0     | 7              | 0              | 0              | 44     | 1      | 2      |
| 2014/15     | KRC Genk         | Jupiler Pro League | 14         | 0          | 0          | 0     | 0     | 0     | —              | —              | —              | 14     | 0      | 0      |
| 2015/16     | KRC Genk         | Jupiler Pro League | 19         | 0          | 2          | 2     | 0     | 0     | —              | —              | —              | 21     | 0      | 2      |
| Club Totaal | Club Totaal      | Club Totaal        | 114        | 2          | 7          | 10    | 0     | 0     | 15             | 0              | 0              | 139    | 2      | 7      |
| 2016/17     | Willem II        | Eredivisie         | 22         | 0          | 1          | 1     | 0     | 0     | —              | —              | —              | 23     | 0      | 1      |
| Club Totaal | Club Totaal      | Club Totaal        | 22         | 0          | 1          | 1     | 0     | 0     | 0              | 0              | 0              | 23     | 0      | 1      |
| 2017/18     | OH Leuven        | Proximus League    | 28         | 1          | 2          | 1     | 0     | 0     | —              | —              | —              | 29     | 1      | 2      |
| 2018/19     | OH Leuven        | Proximus League    | 28         | 3          | 2          | 1     | 0     | 0     | —              | —              | —              | 29     | 3      | 2      |
| 2019/20     | OH Leuven        | Proximus League    | 28         | 1          | 1          | 0     | 0     | 0     | —              | —              | —              | 28     | 1      | 1      |
| 2020/21     | OH Leuven        | Jupiler Pro League | 10         | 0          | 0          | 1     | 0     | 0     | —              | —              | —              | 11     | 0      | 0      |
| Club Totaal | Club Totaal      | Club Totaal        | 94         | 5          | 5          | 3     | 0     | 0     | 0              | 0              | 0              | 97     | 5      | 5      |
| 2021/22     | SK Beveren       | Proximus League    | 17         | 0          | 2          | 0     | 0     | 0     | —              | —              | —              | 17     | 0      | 2      |
| 2022/23     | SK Beveren       | Proximus League    | 12         | 0          | 0          | 2     | 0     | 0     | —              | —              | —              | 14     | 0      | 0      |
| Club Totaal | Club Totaal      | Club Totaal        | 29         | 0          | 2          | 2     | 0     | 0     | 0              | 0              | 0              | 31     | 0      | 2      |
| TOTAAL      | TOTAAL           | TOTAAL             | 311        | 13         | 18         | 21    | 0     | 0     | 15             | 0              | 0              | 347    | 13     | 18     |

## Interlandcarrière
- Hij speelde voor het beloftenelftal van de Nationale Ploeg. In november 2010 weigerde hij een oproeping voor de nationale ploeg van Congo-Kinshasa voor een interland tegen Mali. In augustus 2011 werd hij opgeroepen door de Rode Duivels voor de oefeninterland tegen Slovenië. Hij maakte in deze wedstrijd zijn debuut voor de Rode Duivels door in te vallen voor Yassine El Ghanassy.
- In december 2021 onthult voormalig makelaar Dejan Veljković, in een tv-reportage rond Operatie Propere Handen, een opmerkelijk verhaal rond de ene interland van Tshimanga. Bondscoach Georges Leekens zou Tshimanga enkel opgeroepen hebben om diens marktwaarde kunstmatig op te drijven, ten voordele van de voorzitter van Sporting Lokeren.[2]

| Interlands van Derrick Tshimanga voor België | Interlands van Derrick Tshimanga voor België | Interlands van Derrick Tshimanga voor België | Interlands van Derrick Tshimanga voor België | Interlands van Derrick Tshimanga voor België | Interlands van Derrick Tshimanga voor België |
| No.                                          | Datum                                        | Wedstrijd                                    | Uitslag                                      | Soort Wedstrijd                              | Doelpunten                                   |
| Als speler bij Sporting Lokeren              | Als speler bij Sporting Lokeren              | Als speler bij Sporting Lokeren              | Als speler bij Sporting Lokeren              | Als speler bij Sporting Lokeren              | Als speler bij Sporting Lokeren              |
| -------------------------------------------- | -------------------------------------------- | -------------------------------------------- | -------------------------------------------- | -------------------------------------------- | -------------------------------------------- |
| 1.                                           | 10 augustus 2011                             | België – Slovenië                            | 0 – 0                                        | Vriendschappelijk                            |                                              |

## Erelijst
| Beker van België | 1x | 2012/13 |

## Trivia
- Zijn naam Derrick is afgeleid van het personage Oberinspektor uit de gelijknamige Duitse tv-serie Oberinspektor.
- Hij werd geboren in Congo-Kinshasa en kwam naar België toen hij drie jaar oud was.

1 Leysen ·
3 Shlomo ·
5 Ngawa ·
6 Dom ·
7 Thorsteinsson ·
8 Schrijvers ·
9 Brunes ·
10 Holzhauser ·
11 Banzuzi ·
13 Kiyine ·
14 Ricca ·
15 N'Dri ·
16 Prévot ·
17 Mueanta ·
18 Miguel ·
20 Mendyl ·
21 Opoku ·
22 Calut ·
23 Schingtienne ·
28 Pletinckx ·
33 Maertens  ·
37 Taildeman ·
38 Ravet ·
43 Nsingi ·
52 Sagrado ·
77 Vlietinck ·
88 Maziz ·
Coach: García